# Lórum

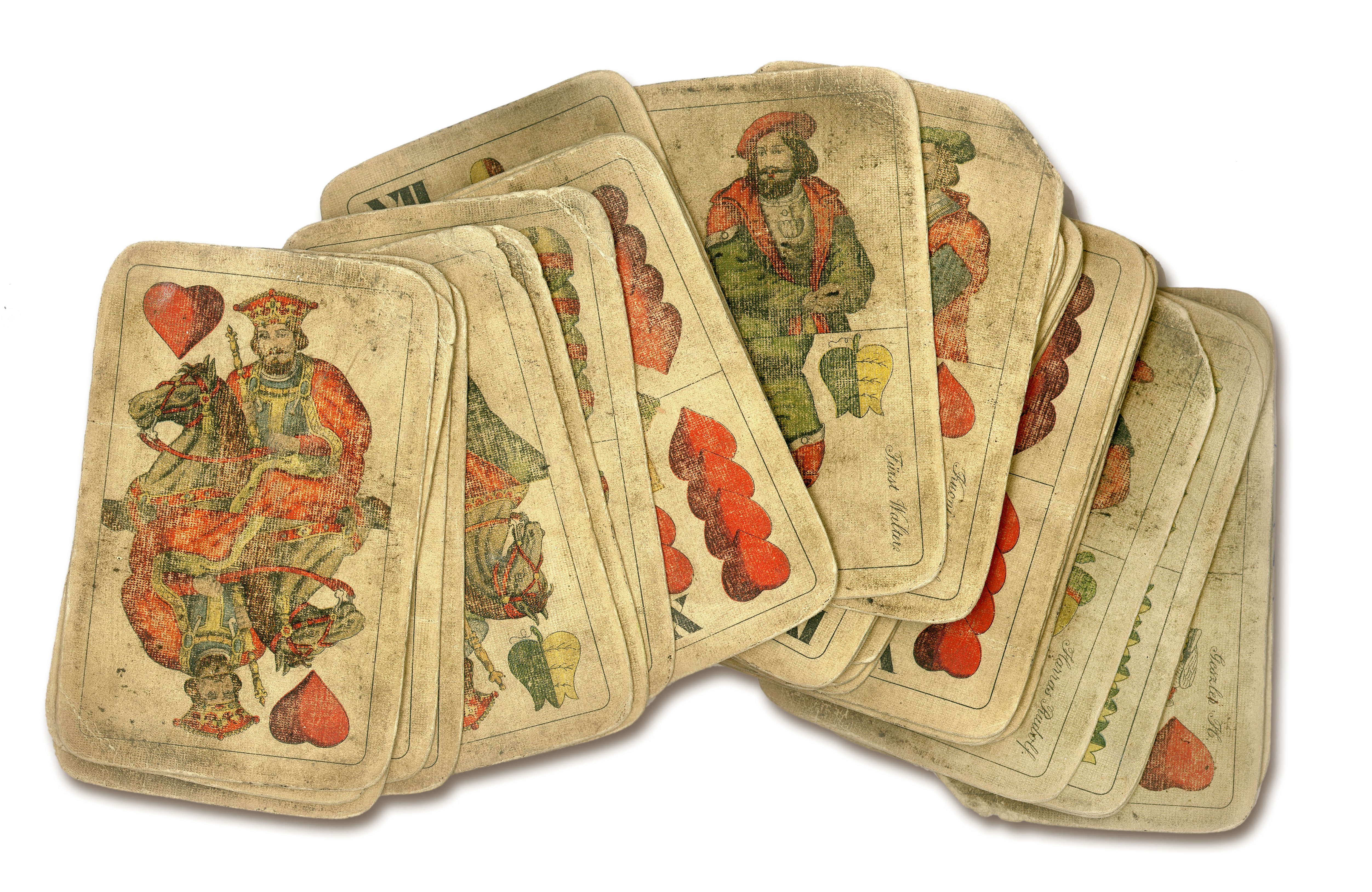
A magyar kártya lapjai

A lórum egyszerű kártyajáték, melyet 32 lapos magyar kártyával négy személy játszhat. A játék célja, hogy a játékosok kezéből a lapok minél hamarabb elfogyjanak.

## A játék menete
A játékot négy fő játssza. Az osztásnál minden játékos nyolc-nyolc lapot kap, a lapok rangsora és pontértéke a szokásos:
- Rangsor: 7, 8, 9, 10, alsó, felső, király, ász
- Értékek: 7, 8, 9, 2, 3, 4, 10, 11

Az osztótól jobbra helyet foglaló játékos kezdi a játékot, egy tetszőleges lappal, ez a kezdőlap.
A második játékos: a kezdő lappal azonos értékű (számú, figurájú) kártyát helyezhet az asztalra, vagy a letett lapra a rangsor szerinti következőt teheti.
A harmadik játékos: a kezdő lappal azonos értékű kártyát helyezhet az asztalra, vagy a letett lap(ok)ra a rangsor szerinti következőt teheti.
A játék további részében, az előző algoritmust kell folytatni. A kártyajáték során a lapok lerakása kötelező, kivéve, ha a játékosnak nincs a sorba illő lapja, ilyenkor ő „passzol”, azaz kimarad a körből.
A játék nyertese: az, aki leghamarabb kirakja az összes kártyáját az asztalra. Nyereménye: az ellenfelek kezében maradt lapok darabszámának megfelelő pontszám. 

### Különleges eset
Ha a győztes utolsó lerakott lapja(i) kezdőlap(ok) is egyben, ilyenkor a nyert pontszám értéke: ha egy kezdőlap maradt, megduplázódik ez a „lórum”. Ha kettő, akkor megnégyszereződik, szélsőséges esetben, ha három kezdőlap maradt, akkor meghatszorozódik.

## Érdekességek

### Licit
A játék izgalmasabbá tehető, ha a kezdési jog eladására minden játék elején licit indul, és a kezdőjátékos eldöntheti, hogy átengedi-e a kezdés jogát a legtöbb pontot ígérőnek.

### Elszámolás
Többféle számolási mód ismeretes: a pontra történő vagy a pénzbeli számolás.

#### Pontok
A játék időtartama függvényében megválasztható a maximálisan elérhető pont nagysága, de általában ezt 100-ra szokás választani. Ebben az esetben 50 ponttal kezd mindenki, és a nyeremény ehhez adódik hozzá, illetve ebből vonódik le attól, aki nem nyert. A papíron történő pontok jegyzetelése egyes esetekben segítség lehet azok ellenőrzése: ez könnyű feladat, csak össze kell adni az eddig elért 4 pontszámot, és ha 200-at kaptunk, akkor jó volt a pontozás (50x4).

#### Pénz
Megállapodás szerint minden vesztes ugyanazt azt az összeget fizeti, vagy a vesztesek kezében maradt lapok számának kétszereséből levonnak egyet. 
Más elszámolási módnál figyelembe veszik, hogy hányszor passzolt a vesztes, ehhez hozzáadják a kézben maradt lapok számát, ennyi pont illeti meg a nyertest.

### Vétó
Ha elkezdődött a játék, és a kezdőlap lekerült az asztalra, az első körben mód van a játszma megvétózására. Ez akkor lehetséges, ha valamelyik játékos kezében van négy darab, a kezdőlapnál eggyel kisebb helyi értékű lap a rangsorból, ezt bemutatva a lapokat újra kell osztani.